# 샌프란시스코 크로니클

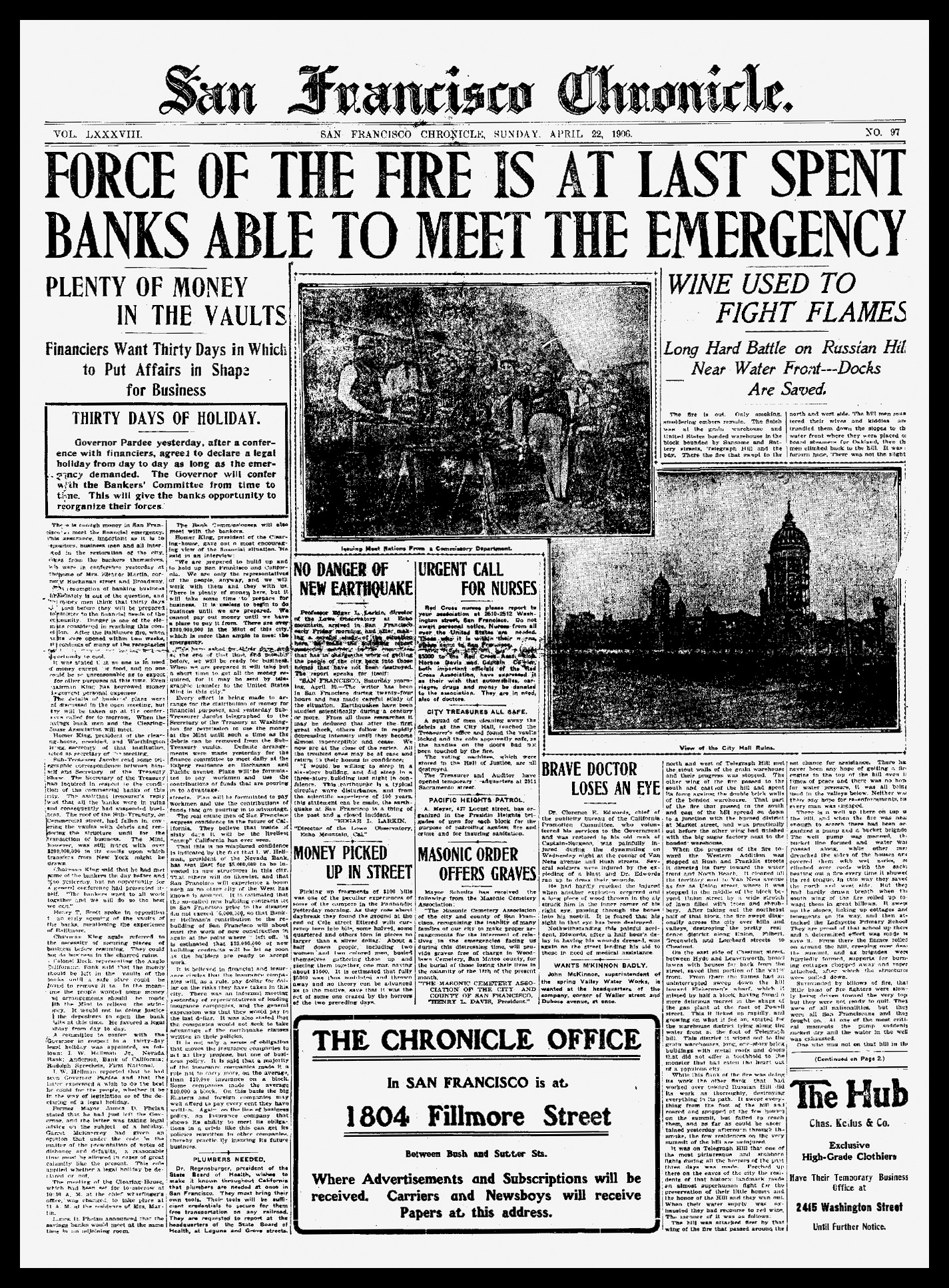
1906년 4월 22일자 신문

샌프란시스코 크로니클(San Francisco Chronicle)은 미국의 일간신문중 하나이다. 북부 캘리포니아주의 큰 신문사로 주로 샌프란시스코 만 지역을 담당하지만, 새크라멘토 지역과 북부 해안을 포함하는 북부 캘리포니아주 전역에 배달된다. 이 신문은 1865년 그 당시 십대이던 찰스 드 영과 마이클 H. 드 영이 〈데일리 드라마틱 크로니클〉을 설립하면서 시작되었다. 이 신문은 샌프란시스코과 함께 성장하였고, 1880년 미국 서부 해안의 큰 발행부수의 신문이 되었다. 현재는 서부지역에서 샌프란시스코 크로니클의 발행부수가 엘에이 타임즈를 넘어서고, 미국 내에서는 20번째로 발행부수량을 기록한다.